# Apophrixus philippinensis
Apophrixus philippinensis är en kräftdjursart som beskrevs av Hugo Frederik Nierstrasz och Brender a Brandis 193. Apophrixus philippinensis ingår i släktet Apophrixus och familjen Bopyridae. Inga underarter finns listade i Catalogue of Life.